# Lionello Venturi

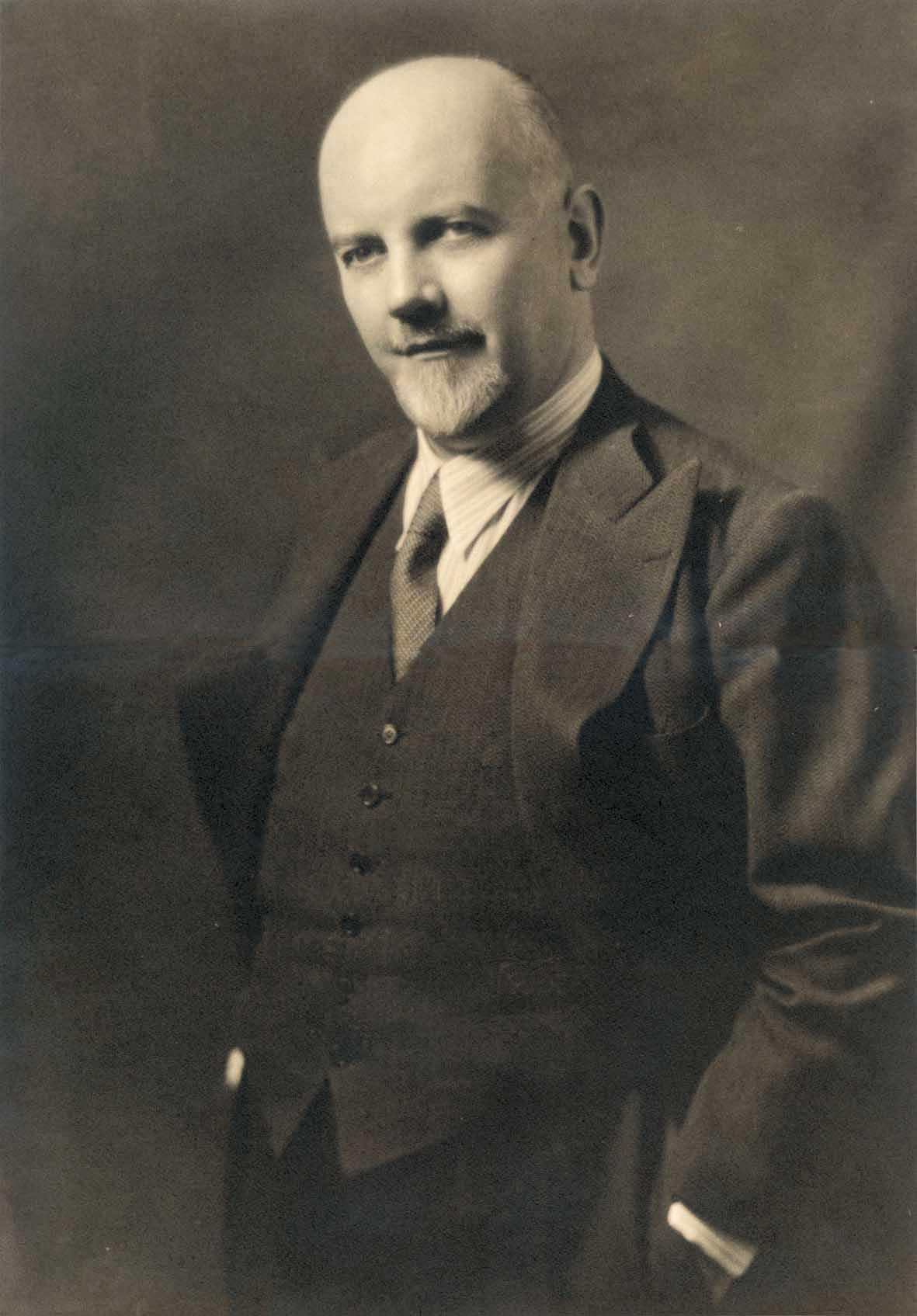
Lionello Venturi, zwischen seinem 60. und 75. Geburtstag

Lionello Venturi (* 25. April 1885 in Modena; † 14. August 1961 in Rom) war ein italienischer Kunsthistoriker.

## Leben
Lionello Venturi war der Sohn des Kunsthistorikers Adolfo Venturi (1856–1941). Nach seiner Schulausbildung am Liceo classico „Ennio Quirino Visconti“, die er mit dem Abitur abschloss, studierte er Kunstgeschichte an der Universität Rom, wo sein Vater lehrte. In den Jahren 1909–10 übernahm er die Position des stellvertretenden Direktors der Gallerie dell’Accademia in Venedig und 1911–1912 der Galleria Borghese in Rom. 1912 wurde er Direktor der Pinakothek des Palazzo Ducale in Urbino. Dort studierte er die venezianische Kunst des 15. und 16. Jahrhunderts und die Gemälde der Schule von Michelangelo Caravaggio. In den Jahren 1914 bis 1931 lehrte er Kunstgeschichte an der Universität von Turin, wo er auch als Professor ernannt wurde.
Mit Ausbruch des Ersten Weltkriegs meldete er sich freiwillig und verlor bei Kampfhandlungen sein rechtes Augenlicht. Er erhielt eine Tapferkeitsmedaille und wurde 1917 aus dem Militärdienst entlassen. 1919 trat er in Turin wieder seine Professorenstelle an, die er zwölf Jahre ausübte. In diese Zeit fällt der Beginn der Freundschaft zu dem Juristen, Unternehmer und Mäzen Riccardo Gualino (1879–1964), mit dem er sich für dessen Teatro di Torino engagierte. Venturi unterwies Gualino in kunsthistorischen Belangen. Gualinos innovativ-erfolgreiches Unternehmertum gerierte im Künstlerischen zu eklektischen Experimenten, die von der Kulturszene dankbar aufgenommen wurden. Venturi hatte den Ruf, vor allem für neue französische Maler offen zu sein, das Gualino besonders interessierte. Nach Gualinos Weggang nach Lipari wegen Unstimmigkeiten mit dem neuen, faschistischen Regime ging Venturi nach Paris.
Auch Venturi gehörte zum antifaschistischen Kreis, der sich in Paris unter dem Namen Giustizia e Libertà zusammengefunden hatte, der zu dieser Zeit aber staatlicherseits bereits infiltriert und gut überwacht wurde. Mit Ausbruch des Zweiten Weltkriegs ging Venturi nach New York und verbrachte die Jahre des Krieges mit Vorlesungen in französischer Sprache an verschiedenen nordamerikanischen Universitäten. Neben New York waren dies Chicago, Detroit und Philadelphia. In den Vereinigten Staaten blieb er der antifaschistischen Widerstandsbewegung treu, die dort ab 1939 mit der Bezeichnung Mazzini Society aktiv und auch bei den Vereinten Nationen als Nichtregierungsorganisation zugelassen war. Schon seit den frühen 1920er Jahren hatte es unter den akademischen Exil-Italienern um Gaetano Salvemini, Seraino Romualdi und Max Scoli Bestrebungen gegeben, die faschistischen Ideen zu bekämpfen. Romualdi und Scoli wurden später wichtige Köpfe in der amerikanischen Arbeiterbewegung.
Nach Kriegsende sollte Venturi wieder zurück an seine alte Stelle nach Turin geholt werden, er aber wollte an seine ursprüngliche Stelle als Kunsthistoriker in Rom, wo er 1946 auch wieder anfing.

## Veröffentlichungen (Auswahl)
- Cézanne, son Art - son Œuvre. Paul Rosenberg, Paris 1936.[8]
- mit Ludovic R. Pissarro: Camille Pissarro : son art - son œuvre. 2 Bände, Paris 1939 (New ed. Wofsky, San Francisco 1989, ISBN 1-55660-027-5).
- Les archives de l’Impressionisme, Durand-Ruel, New York 1939
- Impressionists and Symbolists. Scribner, New York 1950